# Insula Amund Ringnes

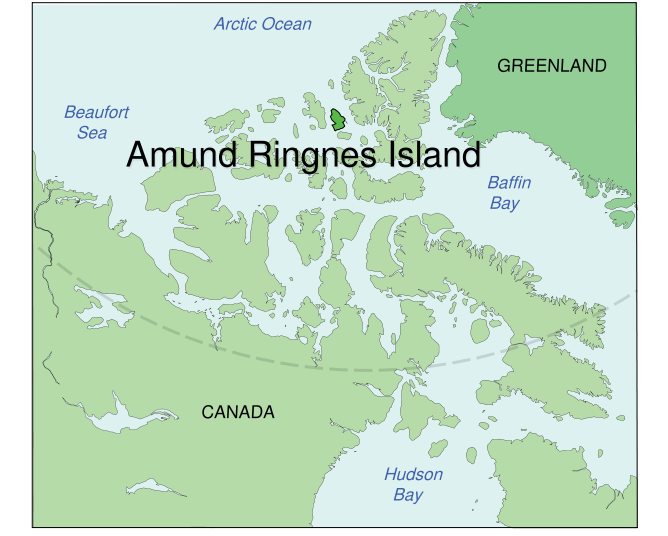
Localizarea insulei Amund Ringnes în Arhipelagul Arctic Canadian

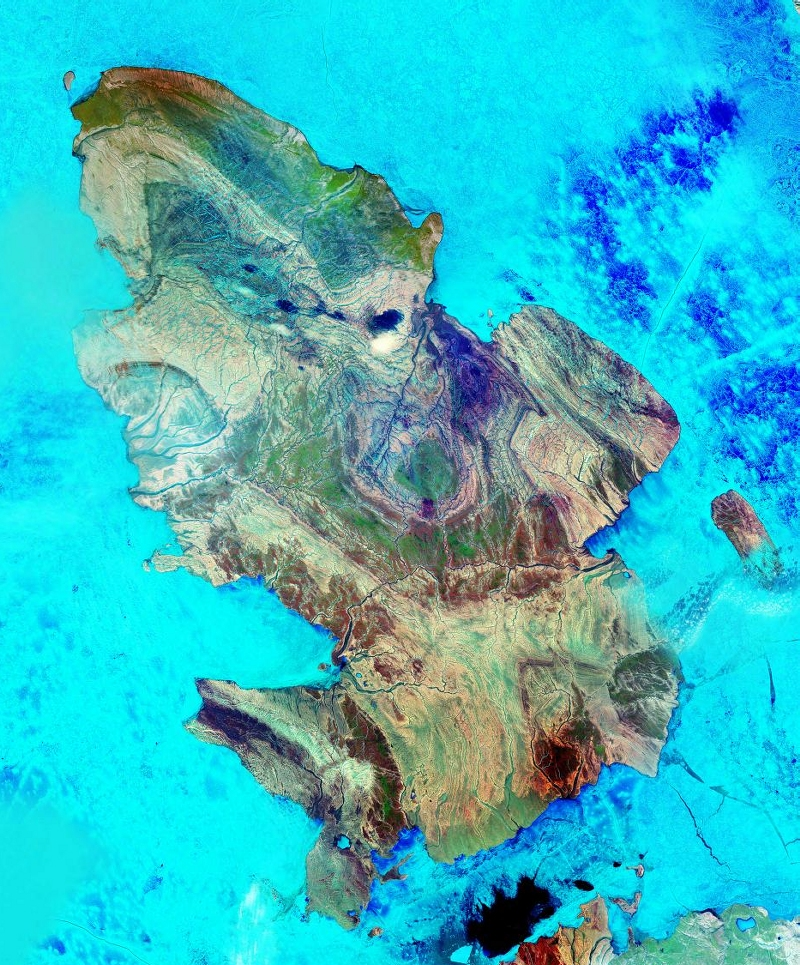
Imagine din satelit a insulei Amund Ringnes

Insula Amund Ringnes este o insulă nelocuită din Arhipelagul Arctic Canadian, aparținând administrativ de regiunea Qikiqtaaluk a teritoriului Nunavut din Canada. Cu o suprafață de 5255 km2 ,  ocupă locul 111 în lume și locul 25 în Canada.
Insula face parte din grupul Insulelor Sverdrup și se află între insula Axel Heiberg, la vest și insula Ellef Ringnes la est. Este despărțită de insula Ellef Ringnes prin strâmtoarea Hassel. La sud, separată prin strâmtoarea Hendriksen se află insula Cornwall. Lângă coasta sa estică se află mica insulă Haig-Thomas.
Insula a fost descoperită la 28 aprilie 1900 de către Gunerius Isachsen în cursul expediției conduse de exploratorul norvegian Otto Sverdrup între 1898 și 1902  și numită în onoarea unuia din patronii fabricii de bere Ringnes, care a contribuit la finanțarea expediției sale . Insula a fost revendicată de Norvegia până în 1930, când a fost recunoscută suveranitatea Canadei asupra acestei insule, .
În 1916, insula Amund Ringnes a fost explorată de către Vilhjalmur Stefansson, care a descoperit aici zăcăminte de cărbune și gips